# Rome (gruppo musicale)
Rome è un progetto musicale neofolk sperimentale e martial industrial del cantante e musicista lussemburghese Jérôme Reuter, creato nel novembre 2005. Reuter, principale membro del gruppo, si esibisce live assieme a vari musicisti con cui ha collaborato durante la registrazione dei dischi del progetto lussemburghese. Nel 2006 il gruppo firmò un contratto con la label svedese Cold Meat Industry. Nel 2009 firmò con la label tedesca Trisol Music Group. Rome è considerato uno fra i più importanti gruppi all'interno del genere neofolk.

## Discografia

### Album in studio
- 2006 – Nera
- 2007 – Confessions d'un voleur d'ames
- 2008 – Masse Mensch Material
- 2009 – Flowers from Exile
- 2010 – Nos chants perdus
- 2011 – Die Æsthetik der Herrschaftsfreiheit
- 2012 – Hell Money
- 2014 – A Passage to Rhodesia
- 2016 – Coriolan
- 2016 – The Hyperion Machine
- 2018 – Hall of Thatch
- 2019 - Le Ceneri di Heliodoro
- 2020 - The Lone Furrow
- 2021 - Parlez-Vous Hate?

### EP
- 2006 – Berlin
- 2009 – To Die Among Strangers
- 2010 – L'assassin
- 2012 – Fester
- 2013 – Hate Us and See If We Mind
- 2016 –  Little Rebel Mine
- 2022 – Defiance

### Singoli
- 2011 – Our Holy Rue/The Merchant Fleet
- 2013 – August Spies
- 2016 – The Secret Germany (For Paul Celan)
- 2016 – Transference
- 2016 – Skirmishes for Diotima
- 2017 – Blighter
- 2018 – One Lion's Roar
- 2018 – Who Only Europe Know
- 2019 – The West Knows Best
- 2019 – The Spanish Drummer
- 2019 – Hinter Den Mauern Der Stadt
- 2020 – Kali Yuga Über Alles
- 2020 – Ächtung, Baby!
- 2021 – Der Rufer In Der Wüste Schweigt
- 2021 – Feral Agents
- 2022 – No Second Troy

### Compilation
- 2015 – Anthology 2005 – 2015 (Remastered)

### Live
- 2017 – Hans Studios Session
- 2021 – Hans Studios Session II